# Alexandar Tomov
Alexandar Tomov (Sklave, Bulgaria, 3 de abril de 1949) fue un deportista búlgaro especialista en lucha grecorromana donde llegó a ser subcampeón olímpico en Múnich 1972, Montreal 1976 y Moscú 1980.

## Carrera deportiva
En los Juegos Olímpicos de 1972 celebrados en Múnich ganó la medalla de plata en lucha grecorromana de pesos de más de 100 kg, tras el luchador soviético Anatoly Roshchin (oro) y por delante del Victor Dolipschi (bronce). Cuatro años después, en las Olimpiadas de Montreal 1976 volvió a ganar la plata en la misma categoría, al igual que en las de Moscú 1980.